# Cardiologie

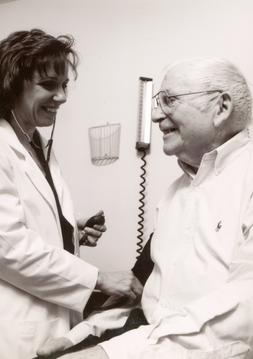
Een arts meet de bloeddruk van een patiënt

Cardiologie is het medische specialisme dat zich bezighoudt met het opsporen, diagnosticeren en behandelen van ziekten van het hart. Een cardioloog is een medisch specialist die zich heeft toegelegd op de cardiologie.
De cardioloog maakt hiervoor van een aantal onderzoeken gebruik, waarvan de polsslag, de systolische en diastolische bloeddruk, het ECG of 'hartfilmpje', de echografie van het hart, en de hartkatheterisatie de belangrijkste zijn. Recent is het in een aantal ziekenhuizen ook mogelijk de relatief nieuwe coronary CTA of 3-dimensionale hartscan te ondergaan. Hierbij kunnen wandonregelmatigheden in de kransslagvaten minder invasief worden beoordeeld.
Voor de behandeling komen in aanmerking:
1. geneesmiddelen: (bloeddrukverlagende middelen, anti-angineuze, ritmestoornis-bestrijdende, contractiekracht bevorderende middelen);
2. elektronische al dan niet implanteerbare apparaten: pacemaker, implanteerbare defibrillator ofwel ICD, kunstmatige circulatiepompen;
3. operaties (bijvoorbeeld klepreconstructies, klepvervangingen, sluiting van atriale of ventriculaire septumdefecten, omleidingen, dotteren, en ablatietechnieken).

Aangezien ongeveer een derde van de Nederlandse bevolking uiteindelijk aan een hartprobleem overlijdt, is de cardiologie een van de grotere specialismen.

## Deelgebieden
Binnen de cardiologie zijn een aantal deelgebieden te onderscheiden:
1. Algemene cardiologie
2. Interventiecardiologie
3. Beeldvorming
4. Ritme-cardiologie
5. Genetische cardiologie
6. Sportcardiologie
7. Vrouwencardiologie
8. Kindercardiologie

Deze deelgebieden lopen wel enigszins door elkaar heen, omdat vrijwel elke cardioloog naast een specifiek deelgebied ook algemeen cardioloog is. Zo is er slechts een heel klein aantal gespecialiseerde kindercardiologen.
In het bovenstaande lijstje ontbreekt de chirurgie. Dit komt doordat operaties aan het hart door iemand die gespecialiseerd is in thoraxchirurgie verricht worden. Dit is weer een apart specialisme waarvoor weer een heel andere opleiding vereist is.

## Algemene cardiologie
Elke cardioloog is goed in staat om vrijwel alle hartziekten te diagnosticeren en voor zover mogelijk te behandelen. De opleiding tot cardioloog is boven op de normale artsenopleiding nog een specialisatie-opleiding van nog eens 6 jaar. In die 6 jaar verkrijgt de kandidaat voldoende kennis om zelfstandig als cardioloog te kunnen functioneren.
Het dagelijks werk van een cardioloog kan verschillen afhankelijk van het takenpakket. Het spreken met en onderzoeken van patiënten beslaat veelal het grootste deel van het werk. Daarnaast voeren de meeste cardiologen ook diverse verrichtingen uit. 

## Beeldvorming
Vroeger was de hartkatheterisatie hét middel om het hart nader te bestuderen, tegenwoordig zijn er veel meer mogelijkheden waarop minder omslachtig en met minder risico's de toestand van het hart kan worden onderzocht. Zo is er al langere tijd de echocardiografie, inspanningstest en de myocardscintigrafie. Nieuwer zijn de methodes om middels CT-scanning en MRI-scanning de werking en het functioneren van het hart te beoordelen.

## Ritme-cardiologie
Hartritmestoornissen vormen bij veel patiënten een probleem. Het gebied van de ritmestoornissen staan enigszins los van problemen met bijvoorbeeld de kransslagaders, al kunnen problemen met de kransslagaders wel ritmestoornissen geven. Vroeger was het eigenlijk alleen mogelijk om medicijnen te geven en eventueel een pacemaker te plaatsen, tegenwoordig zijn ritmestoornissen in een aantal gevallen te genezen door middel van ablatietechnieken en zijn ernstige ritmestoornissen soms te behandelen met gespecialiseerde pacemakers of een ICD.

## Interventiecardiologie in Nederland
In Nederland is dotterbehandeling van bloedvaten van het hart  geconcentreerd in een beperkt aantal daartoe aangewezen centra. Er is gekozen voor een verwijs- en terugverwijsmodel waarbij een patiënt na onderzoek wordt verwezen naar een centrum om daar indien nodig een interventie te ondergaan waarna de eigen cardioloog de zorg weer overneemt.
Er zijn inmiddels veel typen interventies die door een cardioloog kunnen worden uitgevoerd, zoals:
1. Percutane coronaire interventie (PCI) met stentplaatsing ofwel het "dotteren" van een kransslagvat met achterlaten van een stent;
2. Het sluiten van een opening tussen beide boezems;
3. Het tegengaan van het optreden van een ritmestoornis middels een ablatie;
4. Het percutaan plaatsen van een aortaklepprothese middels TAVI (Transcatheter Aortic Valve Implantation), dit kan zowel transaortaal als transapicaal;

## Informatie voor patiënten
Voor patiënten zijn inmiddels veel goede bronnen op internet beschikbaar zoals Hartwijzer of de online beschikbare brochures van de Nederlandse Hartstichting. Zie onder externe links voor de links.

## Beroepsvereniging
De Nederlandse Vereniging voor Cardiologie is de beroepsvereniging die in Nederland de cardiologen vertegenwoordigt. De NVVC heeft een aantal taken waaronder het toezien op de kwaliteit van het werk van alle Nederlandse cardiologen, behartiging van de belangen van de beroepsgroep en vertegenwoordiging van de beroepsgroep binnen de maatschappij.  Geregeld wordt elk ziekenhuis bezocht door een commissie die beoordeelt of de kwaliteit van de cardiologische zorg op peil is. Een dergelijk bezoek wordt een visitatie genoemd.